# George Jamesone
George Jamesone (Aberdeen, 1588 ca. – Edimburgo, 1644) è stato un pittore britannico, primo eminente pittore di origine scozzese.

## Biografia
Fece apprendistato a Edimburgo presso John Anderson e successivamente ritornò ad Aberdeen verso il 1619. Nel 1633, tornato a Edimburgo, dipinse il ritratto di Carlo I d'Inghilterra; viaggiò poi in Italia e in Scozia.

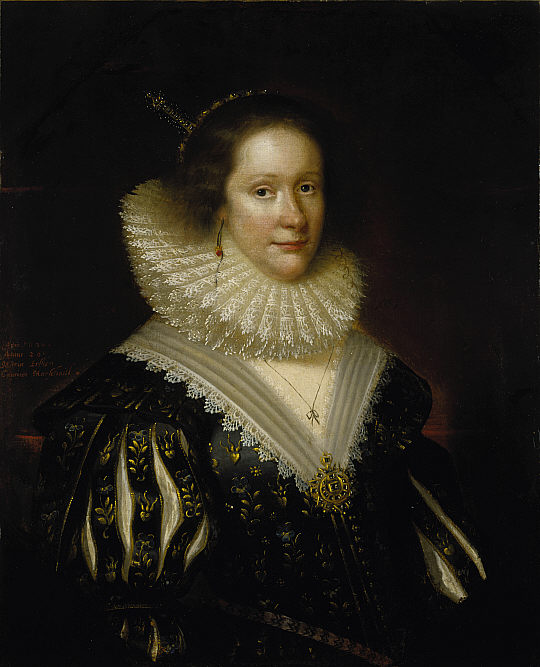
Ritratto di Lady Mary Erskine, National Gallery of Scotland, Edimburgo

È conosciuto principalmente per ritratti a busto o a mezza figura, come il Ritratto del Marchese di Montrose del 1629. La gran parte delle sue opere è conservata alla National Gallery of Scotland di Edimburgo (Ritratto di Lady Mary Erskine) e alla National Gallery of Ireland di Dublino (Ritratto di Lady Alexander).